# Hakob Tonoyani anvan Sowpergavat' 2005
La Hakob Tonoyani anvan Sowpergavat' 2005 è stata l'ottava edizione della supercoppa armena di calcio.
L'incontro, che si giocò il 27 maggio 2005 nella capitale Erevan tra il P'yownik e il Banants, venne vinto dal P'yownik, al suo quarto titolo.

## Tabellino
| Erevan 27 maggio 2005                         | P'yownik  | 1 – 0 | Banants | Stadio Repubblicano Vazgen Sargsyan |
| \| \| \| \| \| Davtyan 78’ \| Marcatori \| \| |           |       |         |                                     |
|                                               |           |       |         |                                     |
| Davtyan 78’                                   | Marcatori |       |         |                                     |